# Kunstverkauf
Kunstverkauf bezeichnet den Prozess der Veräußerung eines Kunstwerkes entweder durch den Künstler direkt an den Käufer oder vermittelnd durch den Kunsthandel.

## Geschichtlicher Hintergrund
Kunst hatte schon seit der griechischen und römischen Antike einen eigenen Markt. In den höheren Bildungsschichten gehörte eine Kunstsammlung zum guten Ton. Im Regelfall waren die geschaffenen Werke Auftragsarbeiten für den wohlhabenden Adel. Der Künstler musste sich nicht um die Vermarktung seiner Bilder kümmern, sondern wurde bei guter Arbeit weiterempfohlen und hoffte, dass er so an neue Aufträge kam.
Im Mittelalter war die Kirche wichtigster Auftraggeber der Künstler. Diese verstanden sich als Handwerker und signierten ihre Werke nur sehr selten. Ein Handel mit Kunstgegenständen kam erst mit Beginn des 15. Jahrhunderts auf. Zu dieser Zeit begann der Kunstmarkt in den Niederlanden, damals einmalig in Europa, zu florieren. Kunstwerke wurden auf öffentlichen Märkten angeboten. Es entstanden zunehmend Werke, die keine reinen Auftragsarbeiten mehr waren. Manche Künstler hatten das Glück, als Hofmaler dauerhaft angestellt zu werden.
1744 wurde das älteste Kunstauktionshaus Sotheby’s in London gegründet und der Kunstverkauf über Auktionen nahm zu. Damit einher ging ein neues Selbstverständnis des Künstlers als Künstlerpersönlichkeit, die später in den Geniekult der Romantik gipfelte. Um die Zeit der französischen Revolution und durch den immer stärker werdenden Einfluss des Bürgertums, kam auch ein neuer Käuferkreis für die Künstler hinzu. Diese waren vor allem an den traditionellen Gemälden interessiert, die zuvor den Adeligen vorbehalten waren.
Mit dem Impressionismus wurde die klassische Methode des Auktionshauses durch den Kunstvermittler ergänzt, der die damals zunächst schwierig zu vermittelnden Bilder, die als nicht salonfähig galten, an interessierte Galerien verkaufte. Immer mehr Galerien traten in Erscheinung.
In Deutschland wurde der Kunstmarkt durch den Zweiten Weltkrieg stark geschwächt. Während sich Paris, London und New York als Kunstmetropolen weiter entwickelten, hatte Deutschland sämtliche Kunstzentren verloren. Die Wende kam mit Entstehung der Art Cologne im Jahr 1967, die Köln zur Hauptstadt des Kunsthandels machte.
In Verbindung mit der 1955 geschaffenen documenta konnte ein breites Publikum erreicht werden, um verstärkt auf Kunst aufmerksam zu machen. Die documenta galt damals als Vorstufe zur Vermittlung der Werke an Museen. Der wirtschaftliche Aufschwung der 1980er Jahre führte dazu, dass Galerien erstmals unbekannte Künstler förderten, die daraufhin große Bekanntheit erlangten. Ihre Werke wurden für hohe Preise an Museen oder bei Auktionen an Privatsammler verkauft.

## Kunstmarkt heute
Der Kunstmarkt heute ist ein enormer wirtschaftlicher Faktor (Kunstverkäufe weltweit 48,1 Milliarden Euro im Rekordjahr 2007, 42,2 Milliarden im Jahr 2008, 31,3 Milliarden im Jahr 2009 gemäß Kunstmarktbericht der Tefaf und Kulturökonomin Clare McAndrew). Die Vorgehensweisen, um Kunst zu verkaufen, haben sich vervielfältigt. Während im höheren Preissegment der Verkauf weiterhin hauptsächlich klassisch über Galerien und Auktionshäuser erfolgt, haben sich die Methoden im mittleren Preissegment für Künstler, die ihre Objekte verkaufen wollen, an die moderne Technik (z. B. Verkauf über das Internet) angepasst.
Dabei unterscheidet man zwischen dem sogenannten „Primärmarkt“, den die Galerien abdecken, die die Arbeiten direkt von den Künstlern, die sie vertreten, erhalten und weiterverkaufen. Den „Sekundärmarkt“ bilden i. d. R. die Auktionshäuser, die den Wiederverkaufswert eines Kunstwerks ermitteln und den Verkauf per Auktion übernehmen. Künstler liefern in der Regel nicht direkt bei Auktionen zum Verkauf ihrer Kunstwerke ein. Eine spektakuläre Ausnahme war die Versteigerung von atelierfrischen Arbeiten des britischen Künstlers Damien Hirst bei Sotheby’s in London, die er unter dem Titel „Beautiful Inside My Head Forever“ zum Aufruf brachte und die einen Tag vor der Insolvenz der Lehman Brothers einem Gesamtumsatz von 70,55 Millionen Pfund einspielten.
Neben den klassischen Methoden (wie der Mundpropaganda, Kleinanzeigen, dem Ausstellen der Werke auf Messen und Flohmärkten oder in Antiquitätengeschäften) wird Kunst auch vermehrt über das Internet verkauft. Viele Künstler haben eine eigene Homepage oder verkaufen ihre Werke in verschiedenen Kunstplattformen und Internetgalerien. Auch Kunstauktionen finden über das Internet mit virtuellen Katalogen statt.

## Vorgehensweise (Beispiel: Kunstvermittlung im modernen Kunstverkauf)
Zum Ende des 20. Jahrhunderts entstanden die ersten Online-Kunstdatenbanken, die die veröffentlichten Ergebnisse von weltweiten Kunstverkäufen systematisch dokumentierten und (teilweise gegen Gebühr) einsehbar machten. Trotz dieser Datenbanken und der damit verbundenen Preisübersicht ist der sekundäre Kunstmarkt für Laien sehr intransparent und nur für Profis im Kunsthandel einschätzbar. Für Kunstlaien ist schwer zu erkennen, wo und zu welchen Konditionen der Verkauf von einzelnen Kunstwerken oder von Kunstsammlungen optimal möglich ist.
Welchen Verkaufswert ein Kunstobjekt erzielen kann, hängt nämlich zu einem großen Teil von der Verkaufsart und der richtigen Positionierung am Markt ab. Ein Werk direkt im Kunsthandel (Auktionshaus, Galerie, Privatsammler) zu verkaufen, erfordert nicht nur ein hohes Maß an Verhandlungsgeschick, sondern zudem Erfahrung und Kontakte auf dem Kunstmarkt.
Die Strukturen des Kunsthandels sind komplex. Darum greifen Kunstlaien und auch Sammler vermehrt auf das Angebot unabhängiger Kunstvermittlungen zurück. Diese vermitteln das Kunstwerk oder die Sammlung im Auftrag des Kunden an den passenden Käufer oder positionieren ein Kunstwerk bzw. die Sammlung – nach Recherche und Abgleich der bisher erzielten Verkaufsergebnisse für den jeweiligen Künstler – auf dem bestmöglichen Verkaufsplatz.
Der Kunstverkauf mittels Kunstvermittlung durchläuft folgende Phasen:

### Schätzung
Im Rahmen einer ersten Schätzung wird jedes einzelne Kunstwerk von Kunstexperten begutachtet und eingeordnet (u. a. hinsichtlich Zuordnung, Authentizität, Zustand). Auf dieser Grundlage wird dann eine Marktrecherche durchgeführt und ein erster Schätzwert ermittelt, wobei neben materiellen und ästhetischen Eigenschaften (wie z. B. Material und Ausführung, Größe, Signatur, Zustand, Wirkung) auch die kunsthistorische Bedeutung, bisherige Verkaufsergebnisse und das mögliche Marktinteresse einfließen. Dies ergibt einen Schätzpreis oder eine geschätzte Preisspanne.

### Verkaufsstrategie
Nach individueller Analyse und Schätzung der einzelnen Kunstwerke wird die Verkaufsstrategie entwickelt, um das einzelne Kunstwerk bzw. die Sammlung optimal auf dem Markt zu positionieren. Hier wird unter Abwägung von Chancen, Risiken, Kosten und individuellen Wünschen des Verkäufers der Verkaufsplatz gewählt, der für den Verkäufer das beste Ergebnis erwarten lässt.

### Vermittlung
Das Kunstwerk wird aufgrund der erstellten Marktprognosen an die Verkaufsstelle vermittelt, die am erfolgversprechendsten ist (Sammler, Auktionshaus, Private Sale, Galerie etc.) und der weitere Verkauf begleitet.